# MC Nandinho
Luiz Fernando Felizardo Teixeira (Rio de Janeiro, 1988), mais conhecido pelo nome artístico MC Nandinho, é um cantor brasileiro de funk carioca. Alcançou projeção nacional com o lançamento do single "Malandramente", juntamente com Dennis DJ e MC Nego Bam.

## Carreira
No cenário musical do funk carioca desde 2006, a primeira canção de sucesso de Nandinho foi "Mulher profissional", lançada em janeiro de 2013. Além de outros sucessos que contribuíram muito para o cenário do funk no momento como, "Só um pedacinho", "No Baile do Antares", "Sarrei, Mulher vou te ligar mais tarde", entre outros. Conciliando sua carreira de músico, Nandinho trabalhava também como catador de lixo reciclável e engraxate, até meados de 2016.
Em julho de 2016, alcançou projeção nacional com o lançamento do hit "Malandramente", juntamente com o produtor Dennis DJ e o cantor MC Nego Bam. Tornou-se a faixa mais ouvida em streaming em julho, tendo sido a primeira colocada em plataformas como Spotify e Apple Music. A letra da canção foi baseada, segundo os próprios compositores, favoravelmente ao movimento feminista, apesar de conter os termos "madeirada" e "safada".
O videoclipe oficial da música foi lançado no canal do YouTube do produtor Dennis DJ em 8 de julho de 2016, tendo aparições de tanto deste quanto dos MC's Nandinho & Nego Bam. Tornou-se o nono videoclipe mais visto no país em todo o ano, sendo o terceiro de funk, atrás de "Bumbum Granada", de MCs Zaac & Jerry Smith, e "Cheia de Marra", de MC Livinho.
MC Nandinho foi referido como o "Drake da música brasileira" pelo site UOL. O sucesso da música fez com que os três artistas se tornassem os mais buscados na área musical do Google no Brasil, durante o ano de 2016.

## Discografia
EP
- Vem colar com nóis (2016)

Single
- "Só um pedacinho" (2012)
- "Mulher profissional" (2013) (part. MC Magrinho)
- "Vou te ligar mais tarde" (2014)
- "Malandramente" (2016) (part. Dennis DJ e MC Nego Bam)[12]
- "Vai Rebolar" (2016) (part. Dennis DJ e MC Nego Bam)
- "Pitú" (2017) (part. Dennis DJ e MC Nego Bam)
- "Dente de Leite" (2019) (part. Kevin o Chris e DJ Rogerinho do Querô)